# Setina irrorea
Setina irrorea là một loài bướm đêm thuộc phân họ Arctiinae, họ Erebidae.